# Sid Meier’s Railroads!
Sid Meier’s Railroads! — экономическая стратегия, разработанная Сидом Мейером на игровом движке Gamebryo, выпущенная в октябре 2006 и являющаяся сиквелом к Railroad Tycoon 3. Несмотря на то, что Сид Мейер создал оригинальную Railroad Tycoon,
последующие версии были разработаны PopTop Software. После визита в Miniatur Wunderland в Гамбурге (Германия) Сид Мейер вдохновился на переделывание своего оригинального творения.

## Обзор
Railroads! — полностью трёхмерная экономическая стратегия в реальном времени. В отличие от предыдущих игр, территории в Railroads! уменьшились, что ведёт к более активному соперничеству между игроками; в игре мало пространства для строительства длинных ровных участков пути, вследствие чего холмы, горы, реки и проливы играют более важную роль.
Игра в большей степени фокусируется на экономике — игроки строят и поддерживают целую индустрию, используя систему дорог, которые они развивают. Геймплей включает систему аукционов. Периодически на аукцион выставляются технологии, и игрок, сделавший наибольшую ставку, получает десятилетние исключительные права на использование данной технологии, после чего она переходит в общественное достояние и становится доступной всем. Игроки также могут выставить на аукцион одну из фабрик. Укладка пути автоматизирована и более проста, чем в других версиях Railroad Tycoon. Учитывая более «сжатую» местность, это позволяет тактически размещать пути для заграждения оппонентов и нарушения их планов.
В игре доступен многопользовательский режим через LAN или Internet, в котором поддерживается до 4 игроков: людей, либо ИИ.

## Сценарии
Также, как и в предыдущих версиях, Railroads! предлагают различные исторические сценарии, в таких регионах как Юго-Запад США, Тихоокеанский Северо-Запад, Великобритания, Франция и Германия. В этих сценариях (всего их 15), игра позволяет пользователю выполнять роль различных известных железнодорожных магнатов и баронов-разбойников прошлого.

## Пользовательские сценарии
После выхода патча 1.1 появилась возможность задействовать редактор карт, внеся изменения в один из ini-файлов игры. На июнь 2009 сообществом игроков создано свыше пятидесяти пользовательских карт.

## Поезда
В игре доступно большое число поездов, сконструированных с 1826 по 1981 годы.

## Отзывы
| Сводный рейтинг | Сводный рейтинг |
| Агрегатор       | Оценка          |
| --------------- | --------------- |
| GameRankings    | 75,06 %         |